# Darksiders 2
Darksiders 2 ist ein Actionspiel mit Rollenspiel-Elementen des US-amerikanischen Spieleentwicklers Vigil Games, das von THQ veröffentlicht wurde. Es ist der direkte Nachfolger zu Darksiders: Wrath of War und dreht sich thematisch um die vier Reiter der Apokalypse. Nachdem der Spieler im Vorgänger die Rolle von Krieg übernahm, schlüpft er diesmal in die Rolle von Tod, einem der vier Apokalyptischen Reiter. Der Titel erschien am 17. August 2012 für Windows, Xbox 360 und PlayStation 3. Eine angepasste Version des Spiels erschien außerdem zum Launch der Spielkonsole Wii U am 30. November 2012.

## Handlung
Darksiders 2 spielt während der 100-jährigen Gefangenschaft des Apokalyptischen Reiters Krieg, die chronologisch zwischen dem Prolog und der Hauptkampagne des ersten Teils liegt. Kriegs Bruder Tod glaubt nicht an die Beschuldigungen, die seinem Bruder zur Last gelegt wurden. Daher macht er sich auf die Suche nach den Verantwortlichen für die Einkerkerung seines Bruders und versucht, Beweise für dessen Unschuld zu finden.

### Charaktere
| Rolle      | englischer Sprecher | deutscher Sprecher  |
| ---------- | ------------------- | ------------------- |
| Tod        | Michael Wincott     | Hans-Detlef Hüpgen  |
| Crowfather | Keith Szarabajka    |                     |
| Eidard     | James Cosmo         | Hans-Gerd Kilbinger |
| Absalom    | Simon Templeman     |                     |
| Uriel      | Moon Bloodgood      |                     |
| Vulgrim    | Phil LaMarr         | Dieter Maise        |
| Samael     | Vernon Wells        | Rolf Berg           |

## Spielprinzip und Technik
Darksiders 2 ist ein Actionspiel, das aus der Third-Person-Perspektive gespielt wird. Das Spiel beinhaltet eine Mischung aus Welterkundung, actionreichen Kämpfen in Echtzeit und Geschicklichkeitseinlagen wie Sprung- und Kletterpassagen. Eine große Oberwelt verbindet zahlreiche unterirdische Levels miteinander, in denen sich der größte Teil der Hauptaufgaben abspielt. Beim Kampfsystem wurde im Vergleich zum Vorgänger die Blocken-Funktion entfernt. Stattdessen setzt das Kampfsystem auf die höhere Beweglichkeit der Spielfigur mit Ausweich-Manövern und Abrollen. Das Spiel besitzt außerdem mehr Rollenspielelemente: so gibt es einen Fertigkeitenbaum, der mit steigender Erfahrung verbessert werden kann sowie viele verschiedene Gegenstände und Waffen und an der Spielfigur sichtbare Rüstungen. Außerdem gibt es mehrere Antwortmöglichkeiten während der Dialoge mit anderen Charakteren, diese haben allerdings keinen Einfluss auf den Handlungsverlauf. Tod besitzt zwei Sensen als Standardwaffen sowie eine aus mehreren Waffentypen wählbare Zweitwaffe. Attacken können zu Angriffskombinationen, die auch waffenübergreifend sein können, verbunden werden. Für besiegte Gegner erhält die Spielfigur Ausrüstungsgegenstände, Erfahrungspunkte und Gold, die in die Verbesserung der Fertigkeiten und weitere Ausrüstungsgegenstände investiert werden können.

## Produktionsnotizen
Mit Darksiders konnten Vigil Games und THQ 2010 einen Überraschungserfolg landen, nachdem das Spiel im ersten Monat über 1,2 Millionen Mal hatte ausgeliefert werden können. Der Titel stieg dadurch zu den wichtigsten Marken des THQ-Produktportfolios auf. Auf der E3 2010 wurde daher die Entwicklung einer Fortsetzung offiziell angekündigt. Während der schweren finanziellen Probleme des Mutterkonzerns, die um die Jahreswende 2011/2012 bekannt wurden und den Publisher zu einschneidenden Maßnahmen zwangen, blieb Darksiders 2 ein Hoffnungsträger für das Unternehmen. THQ trennte sich zugunsten von Großproduktionen wie Darksiders, Saints Row oder der Warhammer-40.000-Reihe von allen übrigen Geschäftsaktivitäten und hoffte, sich damit finanziell wieder erholen zu können. Dadurch blieben Entwickler Vigil Games und das Projekt Darksiders 2 weitgehend von den umfassenden Sparmaßnahmen unberührt. In den strategischen Planungen sollte Darksiders 2 den Grundstein für ein neues Franchise legen, hierfür machte Publisher THQ jedoch einen Absatz von rund vier bis fünf Millionen Exemplaren des Spiels zur Vorausbedingung. Nachdem ursprünglich eine Veröffentlichung im Juni 2012 geplant worden war, wurde das Spiel im April um zwei Monate auf August 2012 verschoben. Am 30. November 2012 folgte eine angepasste Version des Titels zum Launch der Spielkonsole Wii U, der von den neuen Funktionen der Konsole Gebrauch macht.
Nach der Insolvenz und anschließenden Zerschlagung THQs gingen die Rechte an Darksiders 2 nach einer Versteigerung am 15. April 2013 zusammen mit 150 anderen Titeln für insgesamt 4,9 Millionen US-Dollar an den schwedischen Publisher Nordic Games.

### Neuauflage
Im Juni 2015 kündigte Nordic Games eine Neuauflage mit dem Titel Darksiders 2: Deathinitive Edition für Xbox One, PlayStation 4 und PC an. Die
überarbeitete Version erschien im Oktober 2015 und wurde von Gunfire Games, dem 2014 gegründeten Nachfolgestudio von Vigil Games, entwickelt. Diese enthält, neben verbesserter Grafik, höherer Auflösung und neuer Ausbalancierung der im Spiel verteilten Gegenstände alle bisher erschienenen DLCs. Diese wurden direkt ins Spiel integriert und müssen nicht separat heruntergeladen werden.

### Nachfolger
Anfang Mai 2017 wurden die Arbeiten an Darksiders 3 bestätigt, entwickelt vom Studio Gunfire Games, welches sich zu wesentlichen Teilen aus ehemaligen Mitarbeiter von Vigil Games zusammensetzt. Der Nachfolger erschien schließlich am 27. November 2018 für PC, PlayStation 4 und Xbox One.

## Rezeption
Darksiders 2 erhielt größtenteils positive Bewertungen. Die Rezensionsdatenbank Metacritic aggregiert 23 Rezensionen zu einem Mittelwert von 81.
- Computer Bild Spiele: Note 1,74[22]
- Gamespot: 8,5[23]
- Eurogamer.de: 10[24]
- Eurogamer.net: 8[25]
- IGN: 7,5[26]